# Chrotomys whiteheadi
Chrotomys whiteheadi és una espècie de mamífer rosegador de la família dels múrids. És endèmic de l'illa de Luzon (Filipines), on viu a altituds d'entre 925 i 2.700 msnm. El seu hàbitat natural són els boscos de diferents tipus. Està amenaçat per la destrucció del seu medi. L'espècie fou anomenada en honor de l'explorador britànic John Whitehead.